# (873) Mechthild
(873) Mechthild – planetoida z pasa głównego asteroid okrążająca Słońce w ciągu 4 lat i 95 dni w średniej odległości 2,63 au. Została odkryta 21 maja 1917 roku w Landessternwarte Heidelberg-Königstuhl w Heidelbergu przez Maxa Wolfa. Nazwa pochodzi od Mechtyldy z Magdeburga, XIII-wiecznej niemieckiej mistyczki. Przed nadaniem nazwy planetoida nosiła oznaczenie tymczasowe (873) 1917 CA.